# Arnaud Clément
Pour les articles homonymes, voir Clément.
Arnaud Clément, né le 17 décembre 1977 à Aix-en-Provence, est un joueur français de tennis, professionnel entre 1996 et 2012.
Vainqueur de quatre tournois en simple et de douze titres en double, notamment associé à Michaël Llodra avec lequel il remporte le tournoi de Wimbledon en 2007 et deux Masters 1000, il est membre de l'équipe de France de Coupe Davis de 2000 à 2010.
Il est capitaine de l'équipe de France de Coupe Davis du 22 juin 2012 au 18 septembre 2015.

## Carrière

### Débuts: une ascension rapide
Arnaud Clément commence à disputer des tournois ITF dès 1995, puis se lance dans une carrière professionnelle dès la fin de ses études secondaires, alors qu'il n'est classé que 0 à 17 ans . Les résultats viennent vite et lui permettent de connaître une rapide ascension au classement ATP :
- 1997, troisième tour à Wimbledon ;
- 1998, demi-finale à Moscou et top 100 ;
- 1999, finale à Marseille et huitième de finale à l'US Open. À Roland-Garros au 1er tour, il remonte un déficit de 2 sets à 0 et une balle de match contre Cédric Pioline no 28 mondial (3-6, 3-6, 7-68, 6-4, 6-3) puis au 2e tour, il passe à 2 points de battre le futur vainqueur Andre Agassi no 14 (6-2, 4-6, 2-6, 7-5, 6-0).

Il est d'abord entraîné par Trevor Allan à Marseille, puis rejoint Sébastien Grosjean pour travailler avec Bernard Fritz. Les deux amis décident de rejoindre Paris et commencent progressivement à travailler à temps plein avec Éric Deblicker.

### 2000 - 2003: une carrière à son apogée

#### 2000
Arnaud Clément débute bien l'année 2000 en arrivant en huitième de finale à l'Open d'Australie après une victoire sur Nicolás Lapentti no 7 mondial au 2e tour. Après un printemps plus délicat, il quitte la FFT et commence à collaborer avec un ami d'enfance, Philippe Rosant, qui lui fait prendre la balle plus tôt et gagner en efficacité. Cette association se montre très vite productive et après un brillant été nord-américain qui le voit se hisser en demi-finale du Masters de Cincinnati et du tournoi de Long Island, il atteint les quarts de finale de l'US Open en battant au passage le no 1 mondial de l'époque, Andre Agassi, au deuxième tour.
En novembre, il remporte son premier tournoi ATP à Lyon en battant en finale l'Australien Patrick Rafter.

#### 2001
Arnaud Clément commence encore une fois très bien la saison et réalise sa meilleure performance à savoir sa qualification pour la finale de l'Open d'Australie en éliminant Ievgueni Kafelnikov en quart de finale et Sébastien Grosjean en demi-finale après avoir été mené 2 sets à 0 dans ce match et sauvé 2 balles de match (5-7, 2-6, 7-6, 7-5, 6-2 et 4 h 8). Il s'incline en finale face à Andre Agassi. Au passage, il élimine le jeune Roger Federer, qui n'a alors que 19 ans.
Il atteint, par ailleurs, la demi-finale de Roland-Garros en double associé à Nicolas Escudé et participe à la campagne victorieuse de Coupe Davis 2001, dont il joue tous les tours à l'exception notable de la finale pour laquelle Sébastien Grosjean et Nicolas Escudé furent préférés. En quart notamment, il bat Marc Rosset dans un match marathon de 5 h 47 sur le score de 6-3, 3-6, 7-6, 6-7, 15-13. Sa fin de saison est plus chaotique, marquée notamment par la séparation avec Philippe Rosant, ce qui expliquera en partie sa non titularisation en finale de la Coupe Davis 2001.

#### 2002
Il joue la Hopman Cup avec Virginie Razzano. Il entame une collaboration avec Rémi Barbarin qui fait progresser son jeu vers l'avant. Il joue deux huitièmes de finale en Grand Chelem à Melbourne et New York et atteint sa première finale sur gazon à Bois-le-Duc. Il participe de nouveau à la campagne de Coupe Davis. Malheureusement, une blessure au poignet l'oblige à renoncer à la finale alors qu'il avait brillé en demi-finale face aux Américains et qu'une place de titulaire lui semblait promise.

#### 2003
Arnaud Clément manque le début de saison à cause de sa blessure au poignet faisant son retour au printemps. Il remporte son deuxième titre sur le circuit ATP en devenant le premier joueur à inscrire son nom au palmarès du tournoi de Metz. Il joue aussi 2 autres finales à Lyon et Bois-le-Duc. Il parvient en deuxième semaine à Roland-Garros ce qui reste sa meilleure performance dans ce tournoi.

### 2004 - 2005: la période difficile

#### 2004
Arnaud Clément établit, avec Fabrice Santoro, lors du tournoi de Roland-Garros, le nouveau record du match le plus long, qu'il perd après 6 h 33 de jeu sur 2 jours (4 h 39 et 1 h 54) sur le score de 6-4, 6-3, 65-7, 3-6, 16-14 ; ce record tiendra 6 ans, du 25 mai 2004 au 23 juin 2010, battu par le match Isner-Mahut au 1er tour de Wimbledon.
Très irrégulier en simple, il chute d'une soixantaine de places au classement en un an. Il remporte en double le Masters d'Indian Wells avec Sébastien Grosjean. 2004, signe la fin de sa collaboration avec Barbarin et le début du travail avec son frère Bruno.

#### 2005
Arnaud Clément quitte le top 100, ce qui l'oblige à retourner par intermittence sur le circuit challenger et à écumer les tournois de qualifications où il brille, ce qui lui vaut le surnom de « qualificator ».
Il connait un déclic positif à l'US Open où il sort encore une nouvelle fois des qualifications pour atteindre le troisième tour du tournoi.

### 2006 - 2012: des résultats irréguliers

#### 2006
Arnaud Clément revient au premier plan en gagnant le tournoi de Marseille après avoir éliminé en demi-finale Rafael Nadal alors no 2 mondial. 

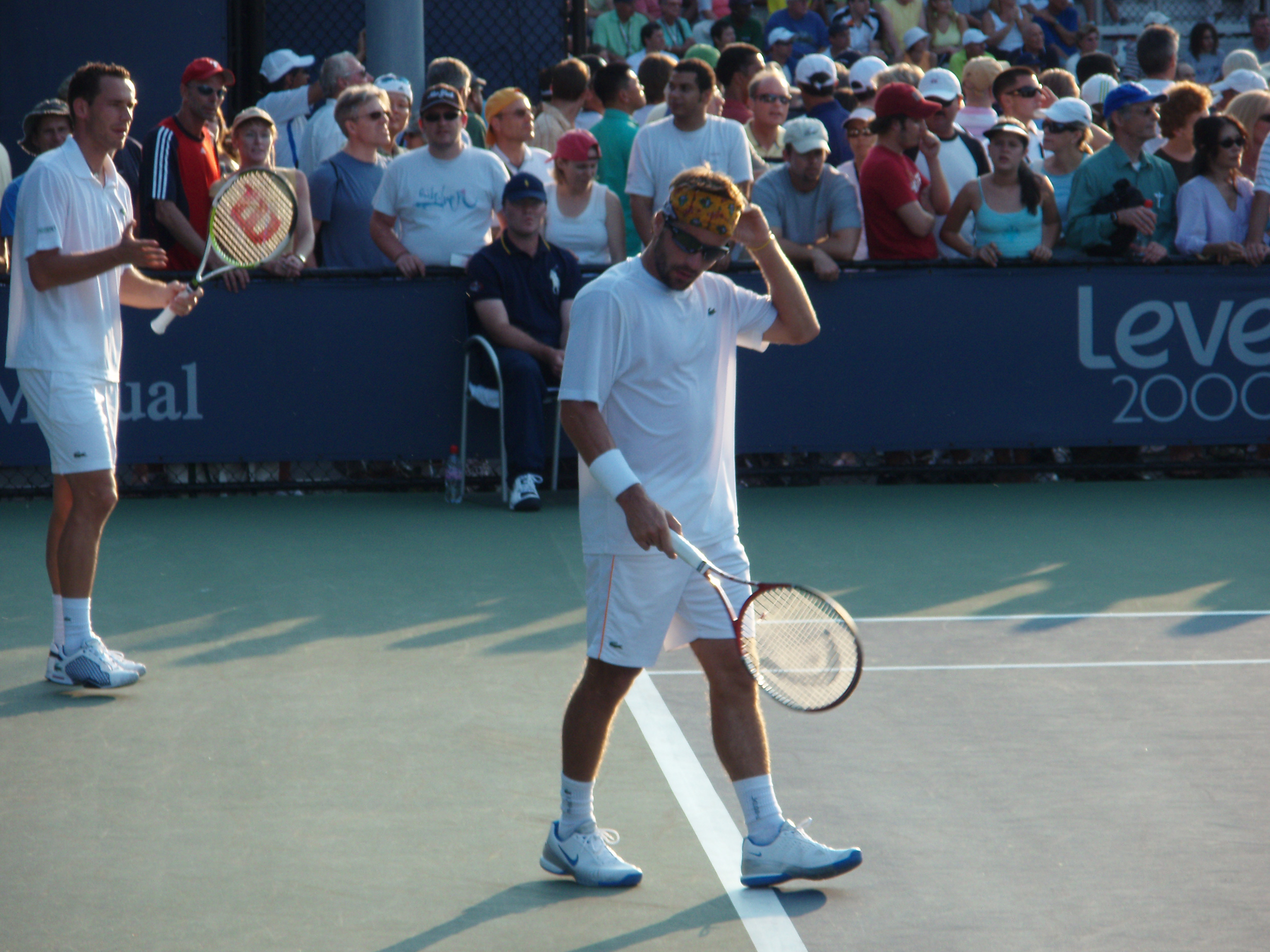
Arnaud Clement en double à l'US Open 2007

Une blessure à la cuisse contractée lors d'un match de football l'oblige hélas à renoncer à Roland-Garros.
Il poursuit néanmoins sur sa lancée et gagne son quatrième titre sur le circuit international (le premier hors de France) à Washington avec à la clé un excellent tableau de chasse éliminant Lleyton Hewitt en quart de finale, Marat Safin en demi-finale et Andy Murray en finale.
Pour finir l'année, il remporte le double du Masters de Paris-Bercy avec Michaël Llodra.

#### 2007
Arnaud Clément remporte le tournoi de double de Wimbledon au côté de Michaël Llodra contre la paire no 1 des frères Bob et Mike Bryan, tenante du titre. Ils sauvent une balle de match au 2e tour contre Amer Delić / Bobby Reynolds (6-3, 6-4, 6-7(5), 6-7(9), 14-12). [vidéo] « Regarder la balle de match de la finale », sur YouTube. Fort d'une excellente saison, ils jouent ensemble le Masters à Shanghai.
En simple, il se distingue aussi et surtout sur gazon atteignant la finale du tournoi de Nottingham et la demi-finale du Queen's.

#### 2008

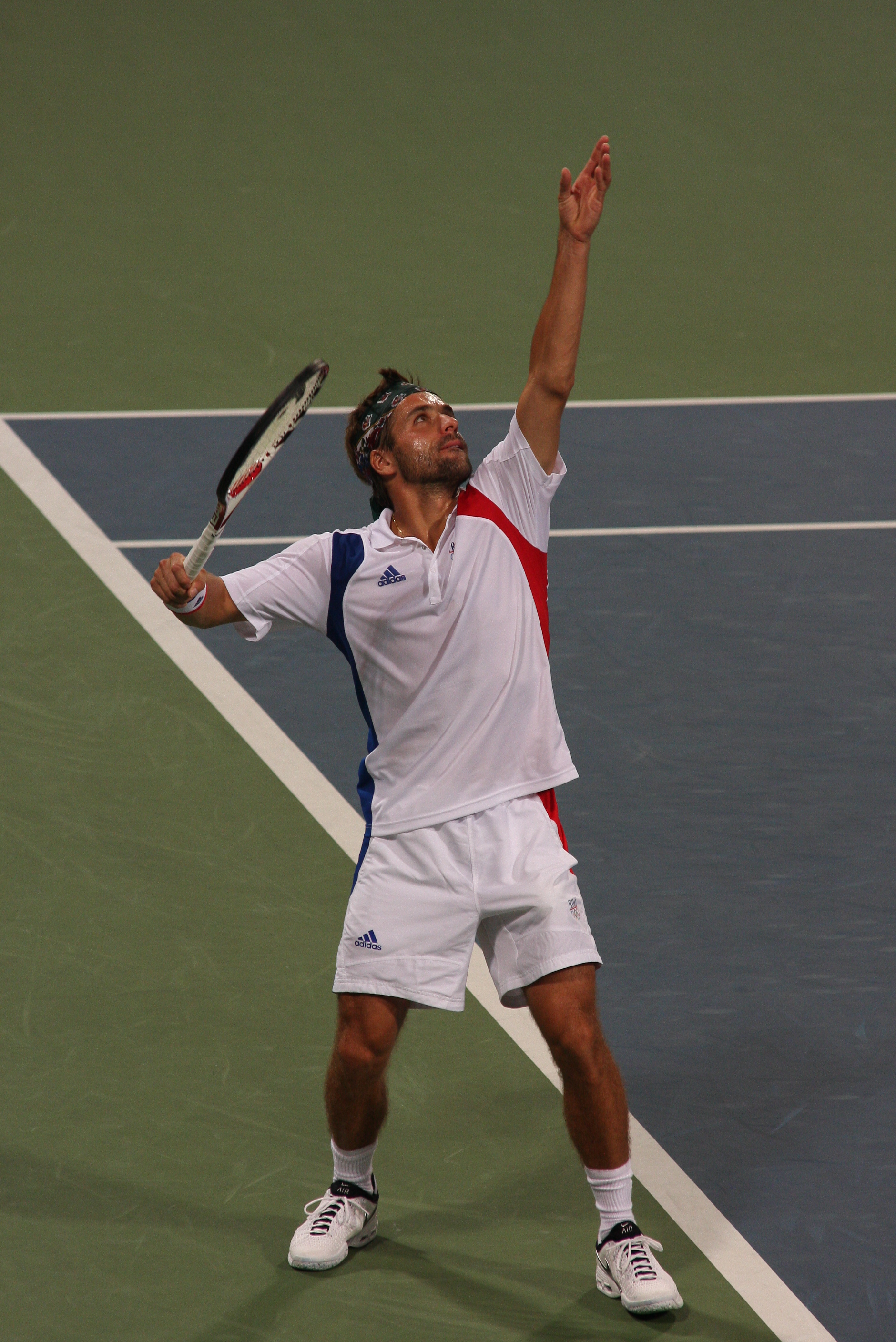
Arnaud Clément aux Jeux olympiques 2008

Il joue la Hopman Cup avec Tatiana Golovin. Plus irrégulier, il continue de réaliser quelques coups d'éclat comme un quart de finale à Wimbledon où il sera battu par Rainer Schüttler au terme d'un match de plus de cinq heures et ce malgré une balle de match dans le cinquième set (6-3, 5-7, 7-6, 6-7, 8-6). Il rate là une belle occasion d'une première demi-finale à Wimbledon mais se souvient avoir atteint la finale de l'Open d'Australie en sauvant 2 balles de matchs.
Il atteint la finale du tournoi de double de l'Open d'Australie avec Michaël Llodra et, ensemble, ils passent à deux points d'une finale olympique et donc de la médaille d'argent à Pékin en perdant 19/17 dans le troisième set, après 4 h 46 contre la paire Suédoise Simon Aspelin et Thomas Johansson. Ils ratent ensuite la médaille de bronze en perdant contre les frères Bryan dans le match pour la troisième place.

#### 2009
Âgé de 31 ans, Arnaud Clément remporte son premier titre sur le circuit Challenger en s'imposant à Cherbourg. Il commence à souffrir du coude à partir de la saison sur terre battue mais réalise une très bonne fin de saison indoor qui lui permet de finir une nouvelle fois la saison dans le top 100 en finissant l'année en 63e position.
Il atteint en décembre la finale du Masters France qui regroupe les meilleurs français de l'année écoulée.

#### 2010

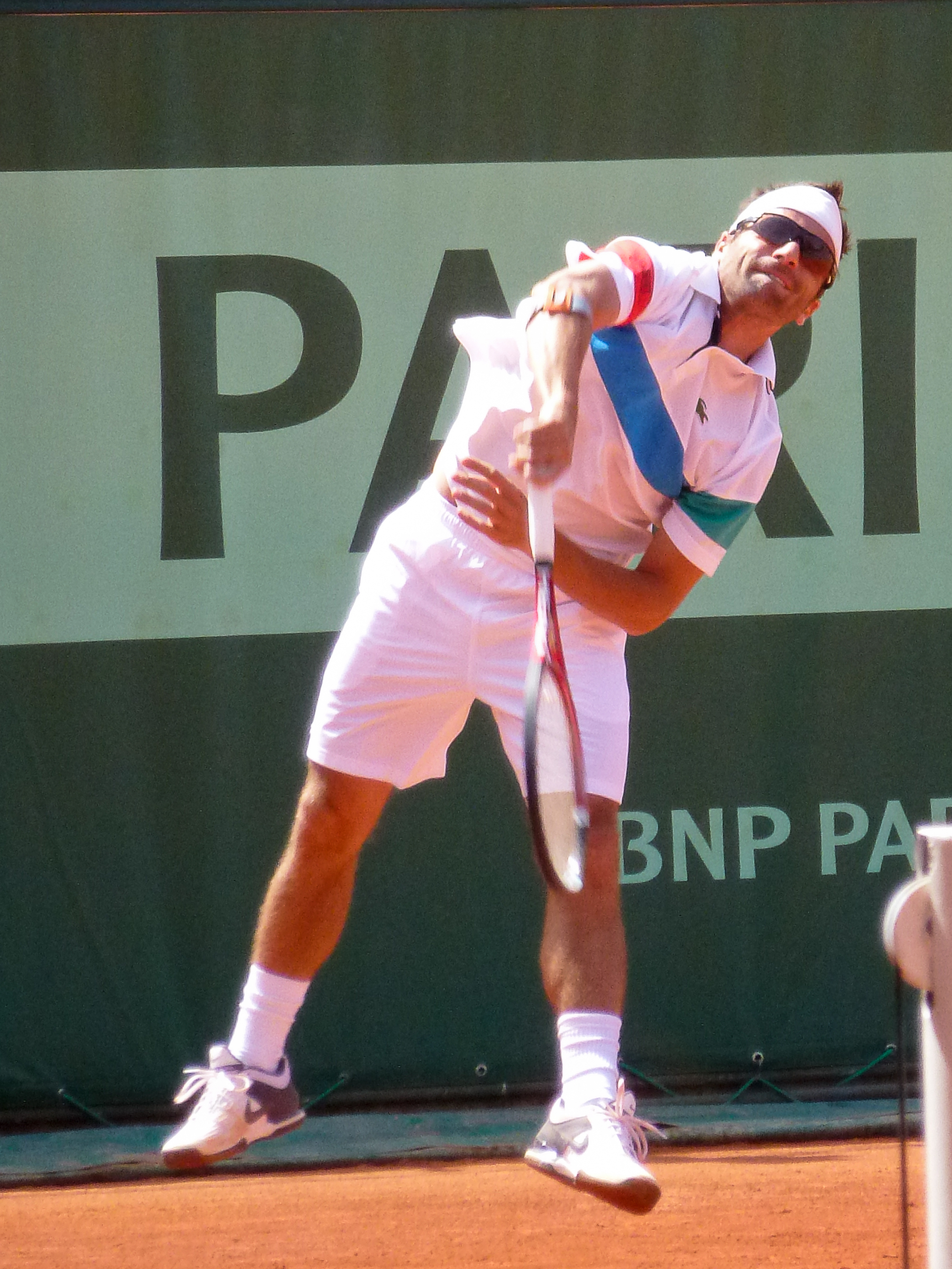
Arnaud Clément à Roland Garros 2011

Il retourne dans le giron fédéral entraîné par Boris Vallejo et Pierre Cherret dans un groupe de 4 joueurs. Il atteint la finale de l'Open d'Auckland, qu'il perd malgré une balle de match au troisième set. À l'Open d'Australie, il parvient en quarts de finale du tableau de double aux côtés de l'Israélien Jonathan Erlich, qu'ils perdront face aux no 2 mondiaux, la paire Nestor/Zimonjić.
En simple, il atteint le troisième tour à Wimbledon et à l'US Open.
Il joue le double avec Michaël Llodra lors de la finale perdue face à l'équipe de Serbie, alors que son partenaire n'est pas dans un bon jour, lui-même fait une mauvaise entame de match pour finalement porter son partenaire et revenir de deux sets à zéro pour s'imposer contre Viktor Troicki et Nenad Zimonjić (4-6, 63-7, 6-4, 7-5, 6-4).

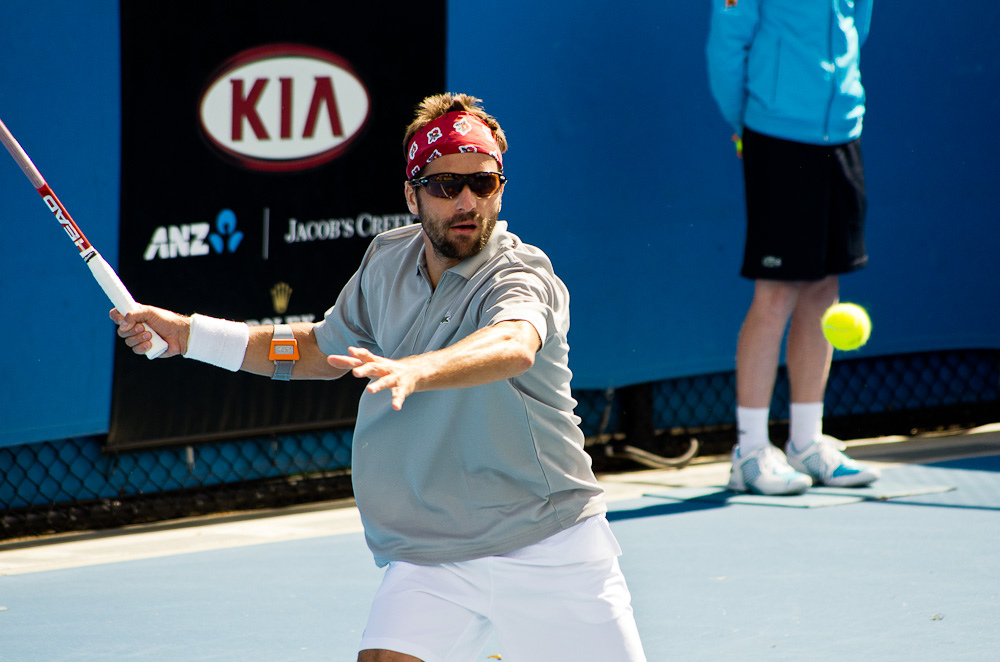
Arnaud Clément lors de l'Open d'Australie 2012.

#### 2011
Arnaud Clément connait un premier semestre difficile à cause entre autres d'une blessure à l'épaule qui l'oblige à des soins et du repos. Il parvient en quarts de finale du double à Wimbledon aux côtés de Lukáš Dlouhý.
Il atteint la finale du challenger de Saint-Remy de Provence où il s'incline contre Édouard Roger-Vasselin. En octobre, après une victoire sur Feliciano López classé 21e, il atteint une autre finale de challenger à Orléans où il s'incline face à Michaël Llodra.
Durant cette saison, il n'atteint que quelques huitièmes de finale : Auckland, Newport, Zagreb et Metz où il élimine Michaël Llodra classé 34e. Il connait, faute de résultats, une chute significative au classement ATP en simple puisqu'il descend à la 152e place, sortant seulement pour la seconde fois du top 100 de fin de saison depuis 1997.

#### 2012
Il annonce qu'il mettra un terme à sa carrière à l'issue de la saison. Son classement l'oblige à passer par les qualifications de la plupart des tournois comme aux Masters de Miami où il enchaine cependant quatre matchs mais chute au deuxième tour contre Milos Raonic (67-7, 2-6). 

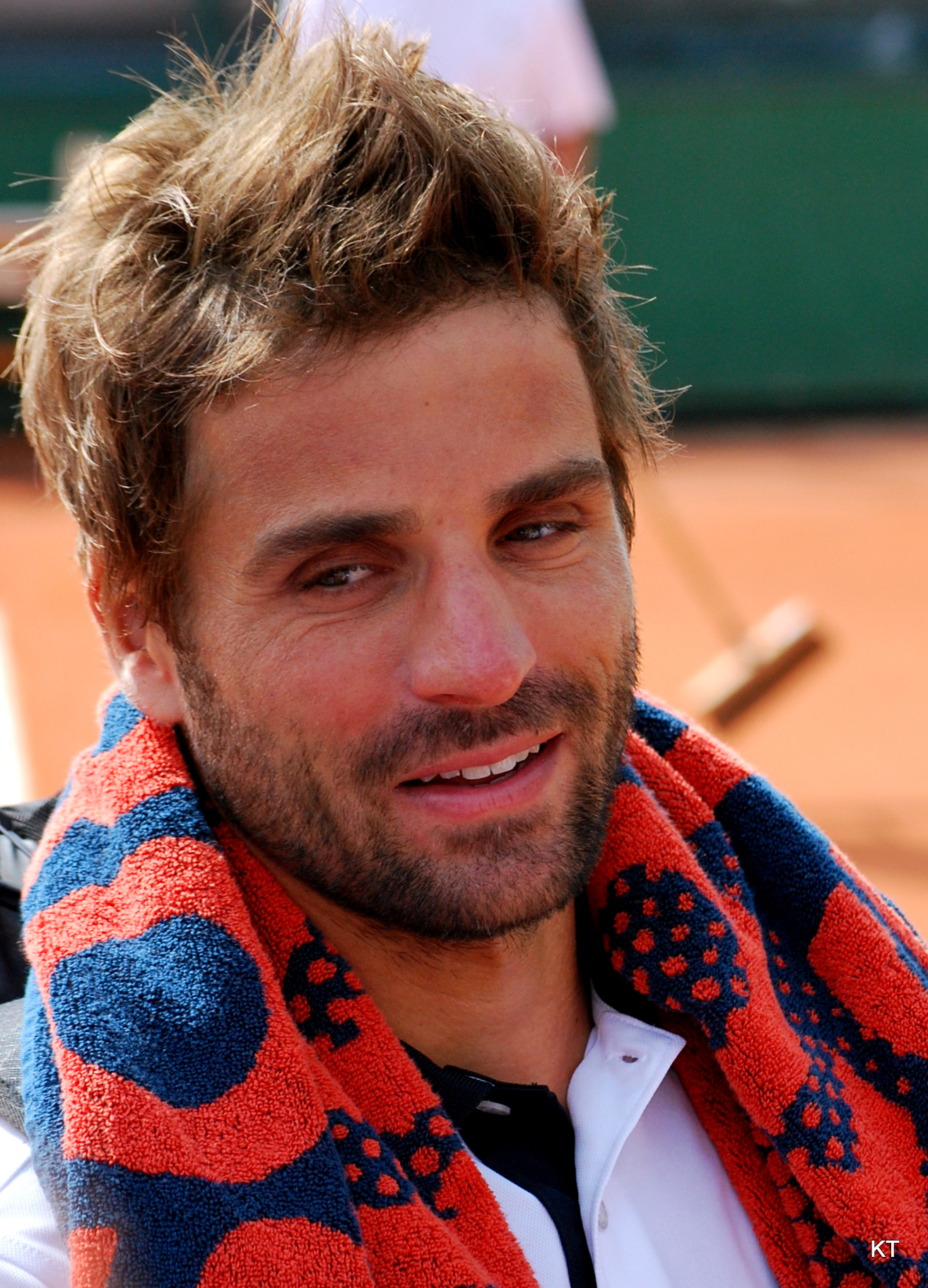
Arnaud Clément lors de son dernier Roland-Garros.

Il bénéficie d'une invitation pour Roland-Garros où il bat Alex Bogomolov (6-2, 3-6, 4-6, 7-6, 5-4(ab)), comme souvent dans un match marathon où il sauve une balle de match et où les deux joueurs souffrent de crampes, d'ailleurs Bogomolov qui avait déjà utilisé son droit au kinésithérapeute abandonne sur la première balle de match de Clément, incapable de la jouer. Il s'incline finalement au deuxième tour contre le jeune Belge David Goffin (3-6, 7-6, 0-6, 6-2, 6-1). Un hommage lui a été réservé à la fin de ce match, le dernier à Roland-Garros, avec la remise d'un trophée.
Après une dernière défaite contre Kenny de Schepper lors du premier tour du tournoi de qualification de Wimbledon, il annonce sa retraite sportive en simple. Il jouera cependant dans le tableau de double aux côtés de Michaël Llodra, avec qui il avait remporté le tournoi.

### Bilan divers
En Grand Chelem, il a atteint au moins les huitièmes de finale en simple de chacun des tournois et au moins les quarts de finale en double (il ne lui manque qu'un 1/4 de finale, à Roland-Garros en simple et il passe à un point de la demie à Wimbledon). Il remporte Wimbledon en double et atteint la finale en simple de l'Open d'Australie.
En dix ans de participation à la Coupe Davis, il joue 21 matchs en simple pour un ratio de 12 victoires et 9 défaites et 10 fois en double pour 8 victoires et 2 défaites. Il remporte le saladier d'argent en 2001 sans jouer en finale mais il joue la finale perdue en 2010.
Il a fini à trois reprises no 2 français en fin d'année. En 2000, il finit à la 18e place mondiale derrière Cédric Pioline no 16 et en 2001 et 2003 à chaque fois derrière Sébastien Grosjean. Il a atteint la 10e place mondiale et a fini l'année 17e en 2001. En double, il est arrivé à la 8e place mondiale. Il a battu un numéro un mondial en Grand Chelem, Andre Agassi à l'US Open ainsi que les 4 joueurs du Big Four.
Aux Jeux olympiques, il ne dépasse pas les 1/16 en simple mais passe à 2 points de la médaille d'argent en double.
Aux Masters en double, il ne dépasse pas les poules (1/4).

### Meilleurs résultats
Liste des meilleurs résultats d'Arnaud Clément :
- 1997
  - Finaliste au Challenger de la Réunion
  - 3e tour à Wimbledon

- 1998
  - Demi-finaliste au Challenger de Cherbourg
  - Demi-finaliste à Moscou

- 1999
  - Finaliste à Marseille
  - Demi-finaliste au Challenger de Cherbourg
  - Demi-finaliste à Boston
  - Huitième de finaliste de l'US Open

- 2000
  - Huitième de finaliste à l'Open d'Australie
  - Demi-finaliste à Los Angeles
  - Demi-finaliste au Masters de Cincinnati
  - Demi-finaliste à Long Island
  - Quart de finaliste à l'US Open
  - Vainqueur à Lyon

- 2001
  - Finaliste à l'Open d'Australie
  - Huitième de finaliste à Wimbledon
  - Quart de finaliste au Masters du Canada
  - Demi-finaliste à Long Island
  - Huitième de finaliste à l'US Open
  - Vainqueur de la Coupe Davis

- 2002
  - Finaliste à Bois-le-Duc
  - Huitième de finaliste à Wimbledon
  - Huitième de finaliste à l'US Open
  - Demi-finaliste à Lyon

- 2003
  - Huitième de finaliste à Roland-Garros
  - Demi-finaliste à Halle
  - Finaliste à Bois-le-Duc
  - Vainqueur à Metz
  - Finaliste à Lyon

- 2004
  - Demi-finaliste à Marseille
  - Finaliste au Challenger d'Aix-en-Provence

- 2005
  - Demi-finaliste au Challenger d'Orléans

- 2006
  - Vainqueur à Marseille
  - Vainqueur à Washington
  - Demi-finaliste à Lyon

- 2007
  - Demi-finaliste au Queen's
  - Finaliste à Nottingham
  - Vainqueur en double à Wimbledon avec Michaël Llodra

- 2008
  - Demi-finaliste au Challenger de Bordeaux
  - Quart de finaliste à Wimbledon

- 2009
  - Vainqueur au Challenger de Cherbourg
  - Demi-finaliste à Lyon
  - Huitième de finaliste au Masters de Bercy
  - Finaliste du Masters France

- 2010
  - Finaliste à Auckland
  - Demi-finaliste au Challenger de Cherbourg
  - Finaliste de la Coupe Davis

- 2011
  - Demi-finaliste au Challenger de Granby
  - Finaliste au Challenger de Saint-Remy de Provence
  - Finaliste au Challenger d'Orléans

- 2012
  - Demi-finaliste au Challenger de Bergamo

## Après sa carrière de joueur

### 2013-2015: capitaine de Coupe Davis
Trois jours après son dernier match professionnel, il est nommé capitaine de l'Équipe de France de Coupe Davis à partir de 2013,, pour succéder à Guy Forget.
Il est le 21e capitaine de l'équipe de France de Coupe Davis.
Avec lui comme capitaine, l'équipe atteindra la finale en 2014. Elle sera battue par l'équipe suisse menée par Roger Federer et Stanislas Wawrinka alors n°2 et n°4 mondial.
Le 18 septembre 2015, il est démis de ses fonctions de capitaine de l'équipe de France de Coupe Davis. En conflit avec des joueurs dont Jo-Wilfried Tsonga, qui demandent son départ et faisant face à la volonté de la fédération d'installer Yannick Noah à sa place, il est renvoyé au terme de plusieurs semaines de cacophonie médiatique,. Gilles Simon dénonce le traitement irrespectueux réservé par la fédération à son ancien capitaine.

### Rôle au sein de la FFT
En 2021, il est élu sur la liste de Gilles Moretton qui devient président de la fédération française de tennis ; Moretton nomme Arnaud Clément vice-président, référent DTN, chargé du haut niveau, de la formation et de la compétition. Il démissionne de son poste en juillet 2021 pour éviter tout risque de conflits d'intérêts avec ses autres activités.

### Autres activités
En 2005, il tourne dans une publicité mondiale pour le nouveau parfum de la marque Lacoste en compagnie de la chanteuse danoise Natasha Thomas (réalisation Bruno Aveillan).(en) [vidéo] « It's Over Now », sur YouTube
En 2009, dans le cadre du Grand Prix de Lyon, il réalise pour la chaîne Sport+ son autoportrait. Il y évoque ses meilleurs souvenirs de carrière.
En 2014, il devient directeur d'un nouveau tournoi challenger, celui d'Aix-en-Provence. Il succède à Nicolas Escudé au poste de directeur de l'Open de Brest, un autre tournoi challenger, à compter de l'édition 2021[réf. nécessaire].
Il intervient comme consultant pour France Télévisions pendant Roland-Garros à partir de 2013 puis sur Eurosport à partir de 2019. Il présente les phases finales de la Coupe Davis 2019 sur TMC aux côtés de Frédéric Calenge.
Il rejoint Prime Video (Amazon) pour commenter les éditions 2021 et 2022 de Roland-Garros[réf. nécessaire].

## Vie privée
Il est en couple avec la chanteuse Nolwenn Leroy depuis 2008. Le 12 juillet 2017, ils deviennent parents d'un garçon prénommé Marin.

## Style de jeu
- Coureur-Contreur
- Revers à deux mains
- Point fort : le physique et le jeu à la volée

Arnaud Clément est un joueur très rapide et résistant que nous pouvons définir comme un "combattant du fond de court". Il possède de grandes qualités de contreur et n'hésite pas à faire évoluer son jeu vers l'avant lorsqu'il en a besoin.
Son coup droit est puissant et régulier, tout comme son revers frappé à plat. Sa gestuelle de préparation est ample et il se situe assez bas sur ses jambes, notamment sur les retours. Dans son évolution tennistique en simple, Clément a fait évoluer son jeu vers l'avant, tirant profit de sa grande expérience de joueur du top mondial de double. Son service s'est bonifié avec le temps, en vitesse et en précision.
Très exigeant avec lui-même sur le court, il l'est aussi avec les différents acteurs d'un match : avec le public, dont il peut réclamer le calme durant une partie, et envers les ramasseurs de balles auxquels il impose sa rigueur professionnelle, comme en témoigne son père : « Il est tellement perfectionniste qu'il ne supporte pas qu'on lui tende la serviette d'une manière plutôt qu'une autre, qu'on lui envoie une balle plutôt qu'une autre, etc. [...] Il est calé au millimètre et demande aux autres ce qu'il exige de lui-même mais cela fait beaucoup... »

## Palmarès

### Tournois ATP en double messieurs
| 12 titres en double | 1 G. Chelem | 1 G. Chelem | 1 G. Chelem | 1 G. Chelem | 0 Masters | 0 Masters | 0 Masters   | 0 Masters   | 2 Masters 1000 | 2 Masters 1000 | 2 Masters 1000 | 2 Masters 1000 | 0 ATP 500          | 0 ATP 500          | 0 ATP 500          | 0 ATP 500          | 9 ATP 250          | 9 ATP 250          | 9 ATP 250      | 9 ATP 250      | 0 JO           | 0 JO           | 0 JO           | 0 JO           |
| 12 titres en double | 7 sur dur   | 7 sur dur   | 7 sur dur   | 7 sur dur   | 7 sur dur | 7 sur dur | 1 sur gazon | 1 sur gazon | 1 sur gazon    | 1 sur gazon    | 1 sur gazon    | 1 sur gazon    | 1 sur terre battue | 1 sur terre battue | 1 sur terre battue | 1 sur terre battue | 1 sur terre battue | 1 sur terre battue | 3 sur moquette | 3 sur moquette | 3 sur moquette | 3 sur moquette | 3 sur moquette | 3 sur moquette |

### Tournois Challenger
Titre en simple :
| Date      | Tournoi           | Surface    | Prize Money | Adversaire en finale | Score    |
| Mars 2009 | Open de Cherbourg | Dur (int.) | 50 000 $    | Thierry Ascione      | 6-2, 6-4 |

Titres en double :
- 2008 en Grande-Bretagne à Surbiton, sur gazon, avec Édouard Roger-Vasselin, bat Harel Levy / Jim Thomas 7-64, 63-7, [10-7]
- 2009 en France à Cherbourg, sur dur, avec Édouard Roger-Vasselin, bat Martin Fischer / Martin Slanar 4-6, 6-2, [10-3]

## Parcours dans les tournois duGrand Chelem

### En simple
| Année | Open d'Australie | Open d'Australie | Internationaux de France | Internationaux de France | Wimbledon       | Wimbledon       | US Open         | US Open       |
| ----- | ---------------- | ---------------- | ------------------------ | ------------------------ | --------------- | --------------- | --------------- | ------------- |
| 1996  | —                | —                | Q1                       | F. Davín                 | —               | —               | —               | —             |
| 1997  | —                | —                | 1er tour (1/64)          | J. Golmard               | 3e tour (1/16)  | M. Woodforde    | —               | —             |
| 1998  | 1er tour (1/64)  | G. Pozzi         | 1er tour (1/64)          | B. Black                 | 1er tour (1/64) | W. Ferreira     | 1er tour (1/64) | R. Krajicek   |
| 1999  | 2e tour (1/32)   | J. Novák         | 2e tour (1/32)           | A. Agassi                | 2e tour (1/32)  | C. Pioline      | 1/8 de finale   | A. Agassi     |
| 2000  | 1/8 de finale    | Y. El Aynaoui    | 2e tour (1/32)           | S. Sargsian              | 2e tour (1/32)  | T. Henman       | 1/4 de finale   | L. Hewitt     |
| 2001  | Finale           | A. Agassi        | 1er tour (1/64)          | M. Puerta                | 1/8 de finale   | M. Safin        | 1/8 de finale   | I. Kafelnikov |
| 2002  | 2e tour (1/32)   | G. Gaudio        | 3e tour (1/16)           | À. Corretja              | 1/8 de finale   | N. Lapentti     | 1/8 de finale   | F. González   |
| 2003  | —                | —                | 1/8 de finale            | A. Costa                 | 2e tour (1/32)  | J. Gimelstob    | 2e tour (1/32)  | G. Carraz     |
| 2004  | 1er tour (1/64)  | N. Davydenko     | 1er tour (1/64)          | F. Santoro               | 1er tour (1/64) | J. Johansson    | 2e tour (1/32)  | T. Robredo    |
| 2005  | 1er tour (1/64)  | L. Hewitt        | 2e tour (1/32)           | N. Kiefer                | 1er tour (1/64) | Lu Y-h.         | 3e tour (1/16)  | N. Kiefer     |
| 2006  | 1er tour (1/64)  | P.-H. Mathieu    | —                        | —                        | 2e tour (1/32)  | D. Nalbandian   | 1er tour (1/64) | J. Novák      |
| 2007  | 2e tour (1/32)   | F. Santoro       | 1er tour (1/64)          | I. Ljubičić              | 1er tour (1/64) | N. Mahut        | 2e tour (1/32)  | T. Johansson  |
| 2008  | 1er tour (1/64)  | R. Schüttler     | 1er tour (1/64)          | G. Monfils               | 1/4 de finale   | R. Schüttler    | 1er tour (1/64) | N. Djokovic   |
| 2009  | 2e tour (1/32)   | F. Verdasco      | 2e tour (1/32)           | C. Rochus                | 1er tour (1/64) | J. M. del Potro | —               | —             |
| 2010  | 1er tour (1/64)  | J. Blake         | 1er tour (1/64)          | A. Dolgopolov            | 3e tour (1/16)  | R. Federer      | 3e tour (1/16)  | M. Fish       |
| 2011  | 1er tour (1/64)  | A. Seppi         | 2e tour (1/32)           | M. Berrer                | 1er tour (1/64) | Ł. Kubot        | —               | —             |
| 2012  | Q1               | Björn Phau       | 2e tour (1/32)           | D. Goffin                | —               | —               | —               | —             |

N.B. : à droite du résultat se trouve le nom de l'ultime adversaire.

### En double
| Année | Open d'Australie                                                                      | Open d'Australie                                                                    | Internationaux de France                                                              | Internationaux de France                                                        | Wimbledon                                                                         | Wimbledon                                                                         | US Open | US Open |
| ----- | ------------------------------------------------------------------------------------- | ----------------------------------------------------------------------------------- | ------------------------------------------------------------------------------------- | ------------------------------------------------------------------------------- | --------------------------------------------------------------------------------- | --------------------------------------------------------------------------------- | ------- | ------- |
| 1997  | —                                                                                     | —                                                                                   | 1er tour (1/32) N. Escudé \|\| style="text-align:left;" \| J. Eagle A. Florent        | —                                                                               | —                                                                                 | —                                                                                 | —       |         |
| 1998  | —                                                                                     | —                                                                                   | 1er tour (1/32) J. Golmard \|\| style="text-align:left;" \| P. Galbraith B. Steven    | —                                                                               | —                                                                                 | —                                                                                 | —       |         |
| 1999  | —                                                                                     | —                                                                                   | 1er tour (1/32) S. de Chaunac \|\| style="text-align:left;" \| O. Delaitre F. Santoro | —                                                                               | —                                                                                 | —                                                                                 | —       |         |
| 2000  | —                                                                                     | —                                                                                   | 1er tour (1/32) S. Grosjean \|\| style="text-align:left;" \| L. Hewitt P. Rafter      | —                                                                               | —                                                                                 | —                                                                                 | —       |         |
| 2001  | 1/8 de finale S. Grosjean \|\| style="text-align:left;" \| B. Black D. Prinosil       | 1/2 finale N. Escudé \|\| style="text-align:left;" \| P. Pála P. Vízner             | 1er tour (1/32) N. Escudé \|\| style="text-align:left;" \| J. Björkman T. Woodbridge  | 2e tour (1/16) N. Escudé \|\| style="text-align:left;" \| P. Pála P. Vízner     |                                                                                   |                                                                                   |         |         |
| 2002  | 1/2 finale J. Boutter \|\| style="text-align:left;" \| M. Llodra F. Santoro           | —                                                                                   | —                                                                                     | —                                                                               | —                                                                                 | 2e tour (1/16) S. Grosjean \|\| style="text-align:left;" \| R. Koenig D. Prinosil |         |         |
| 2003  | —                                                                                     | —                                                                                   | 1/8 de finale N. Escudé \|\| style="text-align:left;" \| B. Bryan M. Bryan            | —                                                                               | —                                                                                 | —                                                                                 | —       |         |
| 2004  | 2e tour (1/16) J. Benneteau \|\| style="text-align:left;" \| M. Bhupathi M. Mirnyi    | 2e tour (1/16) N. Escudé \|\| style="text-align:left;" \| J. Erlich A. Ram          | —                                                                                     | —                                                                               | 1er tour (1/32) G. Carraz \|\| style="text-align:left;" \| J. Gimelstob G. Oliver |                                                                                   |         |         |
| 2005  | 1er tour (1/32) P.-H. Mathieu \|\| style="text-align:left;" \| Lee H-t. J. Nieminen   | 1er tour (1/32) J.-F. Bachelot \|\| style="text-align:left;" \| S. Aspelin T. Perry | 2e tour (1/16) J.-F. Bachelot \|\| style="text-align:left;" \| G. Etlis M. Rodríguez  | 1er tour (1/32) S. Grosjean \|\| style="text-align:left;" \| B. Bryan M. Bryan  |                                                                                   |                                                                                   |         |         |
| 2006  | 2e tour (1/16) M. Llodra \|\| style="text-align:left;" \| M. Bhupathi W. Moodie       | —                                                                                   | —                                                                                     | —                                                                               | —                                                                                 | 1/4 de finale M. Llodra \|\| style="text-align:left;" \| J. Björkman M. Mirnyi    |         |         |
| 2007  | 1er tour (1/32) M. Llodra \|\| style="text-align:left;" \| Ł. Kubot O. Marach         | 1/8 de finale M. Llodra \|\| style="text-align:left;" \| I. Kunitsyn D. Toursounov  | Victoire M. Llodra                                                                    | B. Bryan M. Bryan                                                               | 2e tour (1/16) M. Llodra \|\| style="text-align:left;" \| A. Kuznetsov J. Levine  |                                                                                   |         |         |
| 2008  | Finale M. Llodra                                                                      | J. Erlich A. Ram                                                                    | 1er tour (1/32) M. Llodra \|\| style="text-align:left;" \| P. Cuevas L. Horna         | —                                                                               | —                                                                                 | 1er tour (1/32) M. Llodra \|\| style="text-align:left;" \| F. López F. Verdasco   |         |         |
| 2009  | 1er tour (1/32) M. Gicquel \|\| style="text-align:left;" \| A. Peya P. Petzschner     | 1er tour (1/32) N. Devilder \|\| style="text-align:left;" \| P. Cuevas L. Horna     | 2e tour (1/16) M. Gicquel \|\| style="text-align:left;" \| J. Blake M. Fish           | —                                                                               | —                                                                                 |                                                                                   |         |         |
| 2010  | 1/4 de finale J. Erlich \|\| style="text-align:left;" \| D. Nestor N. Zimonjić        | 1er tour (1/32) N. Mahut \|\| style="text-align:left;" \| J. Knowle A. Ram          | 1er tour (1/32) N. Mahut \|\| style="text-align:left;" \| C. Fleming K. Skupski       | 1er tour (1/32) N. Mahut \|\| style="text-align:left;" \| M. Bhupathi M. Mirnyi |                                                                                   |                                                                                   |         |         |
| 2011  | 2e tour (1/16) J. Chardy \|\| style="text-align:left;" \| R. Bopanna A.-U.-H. Qureshi | 1er tour (1/32) J. Chardy \|\| style="text-align:left;" \| C. Guccione J. Murray    | 1/4 de finale L. Dlouhý \|\| style="text-align:left;" \| R. Lindstedt H. Tecău        | 1er tour (1/32) L. Dlouhý \|\| style="text-align:left;" \| D. Marrero A. Seppi  |                                                                                   |                                                                                   |         |         |
| 2012  | —                                                                                     | —                                                                                   | 1er tour (1/32) K. de Schepper \|\| style="text-align:left;" \| P. Hanley J. Kerr     | 1/8 de finale M. Llodra \|\| style="text-align:left;" \| B. Bryan M. Bryan      | —                                                                                 | —                                                                                 |         |         |

N.B. : le nom du ou de la partenaire se trouve sous le résultat ; le nom des ultimes adversaires se trouve à droite.

### En double mixte
N.B. : le nom de la partenaire se trouve sous le résultat ; le nom des ultimes adversaires se trouve à droite.

## Parcours dans lesMasters 1000
| Année | Indian Wells            | Miami                    | Monte-Carlo             | Rome                 | Hambourg puis Madrid | Canada                | Cincinnati             | Stuttgart puis Madrid puis Shanghai | Paris                     |
| ----- | ----------------------- | ------------------------ | ----------------------- | -------------------- | -------------------- | --------------------- | ---------------------- | ----------------------------------- | ------------------------- |
| 1997  | —                       | —                        | —                       | —                    | —                    | —                     | —                      | —                                   | 2e tour P. Korda          |
| 1998  | —                       | 1er tour C. Vinck        | 1er tour F. Santoro     | 2e tour M. Chang     | —                    | 1er tour S. Sargsian  | 1er tour A. Medvedev   | —                                   | 1er tour M. Norman        |
| 1999  | —                       | 2e tour N. Kiefer        | 1er tour M. Puerta      | 2e tour C. Moyà      | —                    | 2e tour R. Delgado    | 1er tour M. Larsson    | 1er tour S. Schalken                | 1er tour S. Schalken      |
| 2000  | 1er tour T. Johansson   | 2e tour G. Kuerten       | 1/8 de finale D. Hrbatý | —                    | —                    | 2e tour M. Ríos       | 1/2 finale T. Enqvist  | 2e tour M. Philippoussis            | 2e tour À. Corretja       |
| 2001  | 1/8 de finale N. Escudé | 3e tour C. Moyà          | 1er tour J. Golmard     | 1er tour F. Luzzi    | 1er tour B. Ulihrach | 1/4 de finale T. Haas | 2e tour J. Blake       | 2e tour N. Lapentti                 | 2e tour X. Malisse        |
| 2002  | 1er tour D. Nalbandian  | 2e tour T. Johansson     | 1er tour H. Arazi       | 2e tour A. Calleri   | 1er tour M. Zabaleta | 1er tour Lee H-t.     | 1er tour F. González   | 1er tour F. López                   | 2e tour S. Schalken       |
| 2003  | 2e tour C. Moyà         | 2e tour J. Nieminen      | 2e tour V. Spadea       | 2e tour A. Costa     | 2e tour L. Hewitt    | 2e tour V. Spadea     | 1/8 de finale M. Fish  | 1er tour K. Kučera                  | —                         |
| 2004  | 2e tour R. Sluiter      | 2e tour I. Ljubičić      | 1er tour S. Grosjean    | 1er tour I. Ljubičić | 1er tour L. Horna    | —                     | 1er tour J. C. Ferrero | —                                   | 1er tour I. Ljubičić      |
| 2005  | 2e tour T. Henman       | 3e tour A. Agassi        | —                       | —                    | —                    | 2e tour P.-H. Mathieu | —                      | —                                   | 2e tour T. Robredo        |
| 2006  | 2e tour T. Haas         | 2e tour R. Federer       | 1er tour R. Nadal       | —                    | —                    | 2e tour I. Ljubičić   | 1er tour Lee H-t.      | —                                   | 2e tour J. Blake          |
| 2007  | 2e tour R. Nadal        | 2e tour T. Berdych       | 2e tour T. Robredo      | —                    | 2e tour J. Blake     | 2e tour A. Roddick    | 2e tour T. Berdych     | 1er tour D. Nalbandian              | 1er tour M. Youzhny       |
| 2008  | 1er tour O. Rochus      | 2e tour N. Almagro       | —                       | —                    | —                    | 1er tour J. Björkman  | 2e tour E. Gulbis      | —                                   | —                         |
| 2009  | —                       | 1er tour R. Kendrick     | —                       | —                    | —                    | —                     | —                      | —                                   | 1/8 de finale N. Djokovic |
| 2010  | 2e tour M. Baghdatís    | 1er tour G. García-López | —                       | —                    | —                    | —                     | —                      | —                                   | 2e tour F. Verdasco       |
| 2011  | —                       | —                        | —                       | —                    | —                    | —                     | —                      | —                                   | —                         |
| 2012  | —                       | 2e tour M. Raonic        | —                       | —                    | —                    | —                     | —                      | —                                   | —                         |

N.B. : sous le résultat se trouve le nom de l’ultime adversaire.

## Parcours enCoupe Davis

### Matchs à enjeux
| #                                                                 | Date          | Lieu             | Surface            | Gagnant(s)                    | Perdant(s)                        | Score                       |          |
|                                                                   |               |                  |                    |                               |                                   |                             |          |
| 2001 - 1er tour (groupe mondial) - Belgique - France 0:5          |               |                  |                    |                               |                                   |                             |          |
| 1                                                                 | 9-11/02/2001  | Gand             | Terre (int.)       | Arnaud Clément                | Christophe Rochus                 | 6-72, 3-6, 6-2, 6-4, 6-2    | Parcours |
|                                                                   |               |                  |                    |                               |                                   |                             |          |
| 2001 - Quart de finale (groupe mondial) - Suisse - France 2:3     |               |                  |                    |                               |                                   |                             |          |
| 2                                                                 | 6-8/04/2001   | Neuchâtel        | Synthétique (int.) | Arnaud Clément                | Marc Rosset                       | 6-3, 3-6, 7-64, 6-76, 15-13 | Parcours |
| 2                                                                 | 6-8/04/2001   | Neuchâtel        | Synthétique (int.) | Roger Federer                 | Arnaud Clément                    | 6-4, 3-6, 7-65, 6-4         | Parcours |
|                                                                   |               |                  |                    |                               |                                   |                             |          |
| 2001 - Demi-finale (groupe mondial) - Pays-Bas - France 2:3       |               |                  |                    |                               |                                   |                             |          |
| 3                                                                 | 21-23/09/2001 | Rotterdam        | Synthétique (int.) | Arnaud Clément                | Raemon Sluiter                    | 6-3, 2-6, 2-1 ab            | Parcours |
|                                                                   |               |                  |                    |                               |                                   |                             |          |
| 2002 - 1er tour (groupe mondial) - France - Pays-Bas 3:2          |               |                  |                    |                               |                                   |                             |          |
| 4                                                                 | 8-10/02/2002  | Metz             | Terre (int.)       | Arnaud Clément                | Sjeng Schalken                    | 7-5, 2-6, 6-77, 6-4, 6-2    | Parcours |
|                                                                   |               |                  |                    |                               |                                   |                             |          |
| 2002 - Demi-finale (groupe mondial) - France - États-Unis 3:2     |               |                  |                    |                               |                                   |                             |          |
| 5                                                                 | 20-22/09/2002 | Paris            | Terre (ext.)       | Arnaud Clément                | Andy Roddick                      | 4-6, 7-66, 7-65, 6-1        | Parcours |
|                                                                   |               |                  |                    |                               |                                   |                             |          |
| 2004 - 1ertour (groupe mondial) - France - Croatie 4:1            |               |                  |                    |                               |                                   |                             |          |
| 6                                                                 | 6-8/02/2004   | Metz             | Terre (int.)       | Arnaud Clément                | Mario Ančić                       | 6-4, 6-3, 6-3               | Parcours |
| 6                                                                 | 6-8/02/2004   | Metz             | Terre (int.)       | Arnaud Clément                | Ivan Ljubičić                     | 6-2, 3-6, 7-33, 6-4         | Parcours |
|                                                                   |               |                  |                    |                               |                                   |                             |          |
| 2004 - Quart de finale (groupe mondial) - Suisse - France 2:3     |               |                  |                    |                               |                                   |                             |          |
| 7                                                                 | 6-8/04/2004   | Prilly           | Dur (int.)         | Arnaud Clément                | Ivo Heuberger                     | 6-3,6-3, 6-2                | Parcours |
| 7                                                                 | 6-8/04/2004   | Prilly           | Dur (int.)         | Roger Federer                 | Arnaud Clément                    | 6-2, 7-5, 6-4               | Parcours |
|                                                                   |               |                  |                    |                               |                                   |                             |          |
| 2004 - Demi-finale (groupe mondial) - Espagne - France 4:1        |               |                  |                    |                               |                                   |                             |          |
| 8                                                                 | 24-26/09/2004 | Alicante         | Terre (ext.)       | Rafael Nadal Tommy Robredo    | Arnaud Clément Michaël Llodra     | 7-64, 4-6, 6-2, 2-6, 6-3    | Parcours |
| 8                                                                 | 24-26/09/2004 | Alicante         | Terre (ext.)       | Rafael Nadal                  | Arnaud Clément                    | 6-4, 6-1, 6-2               | Parcours |
|                                                                   |               |                  |                    |                               |                                   |                             |          |
| 2005 - 1er tour (groupe mondial) - France - Suède 3:2             |               |                  |                    |                               |                                   |                             |          |
| 9                                                                 | 4-6/03/2005   | Strasbourg       | Terre (int.)       | Arnaud Clément Michaël Llodra | Simon Aspelin Jonas Björkman      | 7-65, 6-4, 6-74, 6-4        | Parcours |
|                                                                   |               |                  |                    |                               |                                   |                             |          |
| 2005 - Quart de finale (groupe mondial) - Russie - France 3:2     |               |                  |                    |                               |                                   |                             |          |
| 10                                                                | 15-17/07/2005 | Moscou           | Terre (int.)       | Arnaud Clément Michaël Llodra | Igor Andreev Mikhail Youzhny      | 7-5, 6-4, 6-73, 6-2         | Parcours |
|                                                                   |               |                  |                    |                               |                                   |                             |          |
| 2006 - 1er tour (groupe mondial) - Allemagne - France 2:3         |               |                  |                    |                               |                                   |                             |          |
| 11                                                                | 10-12/02/2006 | Halle            | Dur (int.)         | Arnaud Clément Michaël Llodra | Tommy Haas Alexander Waske        | 6-76, 6-3, 6-4, 6-1         | Parcours |
|                                                                   |               |                  |                    |                               |                                   |                             |          |
| 2006 - Quart de finale (groupe mondial) - France - Russie 1:4     |               |                  |                    |                               |                                   |                             |          |
| 12                                                                | 7-9/04/2006   | Pau              | Synthétique (int.) | Nikolay Davydenko             | Arnaud Clément                    | 3-6, 6-2, 6-4, 7-64         | Parcours |
| 12                                                                | 7-9/04/2006   | Pau              | Synthétique (int.) | Arnaud Clément Michaël Llodra | Dmitri Toursounov Mikhail Youzhny | 6-3, 6-3, 6-73, 5-7, 6-2    | Parcours |
|                                                                   |               |                  |                    |                               |                                   |                             |          |
| 2007 - 1er tour (groupe mondial) - France - Roumanie 4:1          |               |                  |                    |                               |                                   |                             |          |
| 13                                                                | 9-11/02/2007  | Clermont-Ferrand | Dur (int.)         | Florin Mergea Horia Tecău     | Arnaud Clément Michaël Llodra     | 3-6, 7-5, 7-6, 6-73, 11-9   | Parcours |
|                                                                   |               |                  |                    |                               |                                   |                             |          |
| 2008 - 1er tour (groupe mondial) - Roumanie - France 5:0          |               |                  |                    |                               |                                   |                             |          |
| 14                                                                | 8-10/02/2008  | Sibiu            | Dur(int.)          | Arnaud Clément Michaël Llodra | Florin Mergea Horia Tecău         | 6-3, 6-4, 6-76, 3-6, 6-2    | Parcours |
|                                                                   |               |                  |                    |                               |                                   |                             |          |
| 2008 - Quart de finale (groupe mondial) - États-Unis - France 4:1 |               |                  |                    |                               |                                   |                             |          |
| 15                                                                | 11-13/04/2008 | Winston-Salem    | Dur (int.)         | Arnaud Clément Michaël Llodra | Bob Bryan Mike Bryan              | 6-77, 7-5, 6-3, 6-4         | Parcours |
|                                                                   |               |                  |                    |                               |                                   |                             |          |
| 2010 - Demi-finale (groupe mondial) - France - Argentine 5:0      |               |                  |                    |                               |                                   |                             |          |
| 16                                                                | 17-19/09/2010 | Lyon             | Dur (int.)         | Arnaud Clément Michaël Llodra | Eduardo Schwank Horacio Zeballos  | 6-4, 7-5, 6-3               | Parcours |
|                                                                   |               |                  |                    |                               |                                   |                             |          |
| 2010 - Finale (groupe mondial) - Serbie - France 3:2              |               |                  |                    |                               |                                   |                             |          |
| 17                                                                | 3-5/12/2010   | Belgrade         | Dur (int.)         | Arnaud Clément Michaël Llodra | Viktor Troicki Nenad Zimonjić     | 3-6, 6-73, 6-4, 7-5, 6-4    | Parcours |

## Ses plus longs matchs
En simple :
- 6 h 33 et 71 jeux, perdu 4-6, 3-6, 7-6, 6-3, 14-16 contre Fabrice Santoro en 2004 à Roland-Garros[43] (2 balles de matchs ratées)[44]
- 5 h 47 et 72 jeux, gagné 6-3, 3-6, 7-6, 6-7, 15-13 contre Marc Rosset à la Coupe Davis de 2001 en Suisse, sur moquette[45]
- 5 h 12 et 61 jeux, perdu 3-6, 7-5, 6-7, 7-6, 6-8 contre Rainer Schüttler 2008 Wimbledon[46] (1 balle de match ratée)[47]
- 4 h 22 et 63 jeux, perdu 3-6, 6-4, 6-7, 7-6, 8-10 contre Robby Ginepri 2003 Wimbledon[48]
- 4 h 19 et 49 jeux, gagné 6-2, 3-6, 4-6, 7-6 [2], 5-4 (abandon) contre Alex Bogomolov 2012 Roland-Garros[49](1 balle de match sauvée)
- 4 h 13 et 51 jeux, perdu 1-6, 2-6, 6-4, 7-5, 6-8 contre Àlex Corretja 2002 Roland-Garros[50] (4 balles de matchs ratées)[51]
- 4 h 08 et 53 jeux, gagné 5-7, 2-6, 7-6, 7-5, 6-2 contre Sébastien Grosjean 2001 Open d'Australie[52] (2 balles de matchs sauvées)[53]
- 4 h 06 et 56 jeux, gagné 7-6, 6-4, 4-6, 6-7, 6-4 contre Ivo Karlović en 2007 à l'US Open[54]
- 4 h 01 et 48 jeux, gagné 6-2, 7-6, 2-6, 6-7, 6-0 contre Andy Murray 2005 US Open[55]
- 4 h 01 et 58 jeux, perdu 6-7, 6-3, 6-7, 6-1, 7-9 contre Mariano Puerta 2001 Roland-Garros[56] (1 balle de match ratée).

En double :
- 4 h 46 et 59 jeux, perdu 6-76, 6-4, 17-19 contre Simon Aspelin et Thomas Johansson en 2008 en 1/2 finale aux Jeux olympiques de Pekin avec Michaël Llodra, à 2 points de la finale et donc d'une médaille olympique[57]

## Classement ATP en fin de saison

### En simple
| Année | 1995 | 1996 | 1997 | 1998 | 1999 | 2000 | 2001 | 2002 | 2003 | 2004 | 2005 | 2006 | 2007 | 2008 | 2009 | 2010 | 2011 | 2012 |
| Rang  | 651  | 341  | 101  | 105  | 56   | 18   | 17   | 38   | 32   | 104  | 71   | 42   | 54   | 97   | 63   | 78   | 153  | 293  |

### En double
| Année | 1996 | 1997 | 1998 | 1999 | 2000 | 2001 | 2002 | 2003 | 2004 | 2005 | 2006 | 2007 | 2008 | 2009 | 2010 | 2011 |
| Rang  | 453  | 210  | 236  | 657  | 117  | 40   | 39   | 193  | 31   | 89   | 29   | 14   | 29   | 72   | 61   | 79   |

Source : (en) Classements de Arnaud Clément sur le site officiel de la Fédération internationale de tennis

## Victoires sur le top 10
|    | Date    | Nom et lieu du tournoi                    | Tour            | Surface         | Adversaire battu    | Adversaire battu | Score                   |
| -- | ------- | ----------------------------------------- | --------------- | --------------- | ------------------- | ---------------- | ----------------------- |
| 1  | 10/1997 | Open de Vienne, Autriche                  | 1er tour (1/16) | Moquette (int.) | Sergi Bruguera      | no 7             | 6-2, 7-66               |
| 2  | 10/1997 | Tournoi de tennis de Lyon, France         | 1er tour (1/16) | Moquette (int.) | Patrick Rafter      | no 3             | 6-3, 7-65               |
| 3  | 01/2000 | Open d'Australie, Melbourne               | 2e tour (1/32)  | Dur             | Nicolás Lapentti    | no 7             | 3-6, 7-63, 6-2, 4-1 ab. |
| 4  | 08/2000 | Masters de Cincinnati, États-Unis         | 3e tour (1/8)   | Dur             | Ievgueni Kafelnikov | no 5             | 6-4, 6-1                |
| 5  | 08/2000 | US Open, New York                         | 2e tour (1/32)  | Dur             | Andre Agassi        | no 1             | 6-3, 6-2, 6-4           |
| 6  | 11/2000 | Tournoi de tennis de Lyon, France         | 1/2             | Moquette (int.) | Andre Agassi        | no 7             | 6-3, ab.                |
| 7  | 01/2001 | Open d'Australie, Melbourne               | 1/4 de finale   | Dur             | Ievgueni Kafelnikov | no 5             | 6-4, 5-7, 7-63, 7-63    |
| 8  | 05/2001 | World Team Cup, Düsseldorf                | Poule           | Terre battue    | Ievgueni Kafelnikov | no 7             | 6-3, 6-0                |
| 9  | 02/2002 | Tournoi de tennis de Rotterdam, Pays-Bas  | 1/8 de finale   | Dur (int.)      | Thomas Johansson    | no 9             | 6-2, 6-3                |
| 10 | 08/2003 | Masters de Rome, Italie                   | 1er tour (1/32) | Terre battue    | Thomas Johansson    | no 8             | 6-4, 6-4                |
| 11 | 05/2002 | Roland Garros, Paris                      | 1/32 de finale  | Terre battue    | Thomas Johansson    | no 9             | 7-64, 6-1, 6-3          |
| 12 | 08/2002 | US Open, New York                         | 1/32 de finale  | Dur             | Sébastien Grosjean  | no 10            | 6-3, 3-6, 4-6, 6-2, 6-4 |
| 13 | 10/2002 | Tournoi de tennis de Lyon, France         | 1/4 de finale   | Moquette (int.) | Sébastien Grosjean  | no 8             | 6-3, 7-63               |
| 14 | 08/2003 | Masters du Canada, Montréal               | 1er tour (1/32) | Dur             | Carlos Moyà         | no 4             | 7-64, 4-6, 6-3          |
| 15 | 02/2006 | Tournoi de tennis de Marseille, Marseille | 1/2 finale      | Dur             | Rafael Nadal        | no 2             | 2-6, 6-3, 7-5           |
| 16 | 06/2007 | Tournoi de tennis du Queen's, Londres     | 3e tour (1/8)   | Gazon           | Novak Djokovic      | no 4             | 2-6, 6-3, 6-4           |
| 17 | 10/2009 | Tournoi de tennis de Lyon, France         | 3e tour (1/4)   | Dur (int.)      | Jo-Wilfried Tsonga  | no 8             | 5-7, 6-4, 7-68          |

- Hors victoires par forfait (Lleyton Hewitt no 1 en 2002 à Rotterdam) ; Les victoires par abandon comptent dans les face-à-faces selon les règles de l'ATP. (int.) : intérieur.